# Dziura nad Jaskinią Śpiących Rycerzy II
Dziura nad Jaskinią Śpiących Rycerzy II – jaskinia w Dolinie Małej Łąki w Tatrach Zachodnich. Wejście do niej znajduje się w południowo-zachodnim zboczu Małego Giewontu, powyżej Jaskini Śpiących Rycerzy, w pobliżu Jaskini Śpiących Rycerzy Wyżniej, na wysokości 1421 metrów n.p.m. Jaskinia jest pozioma, a jej długość wynosi 5,5 metrów.

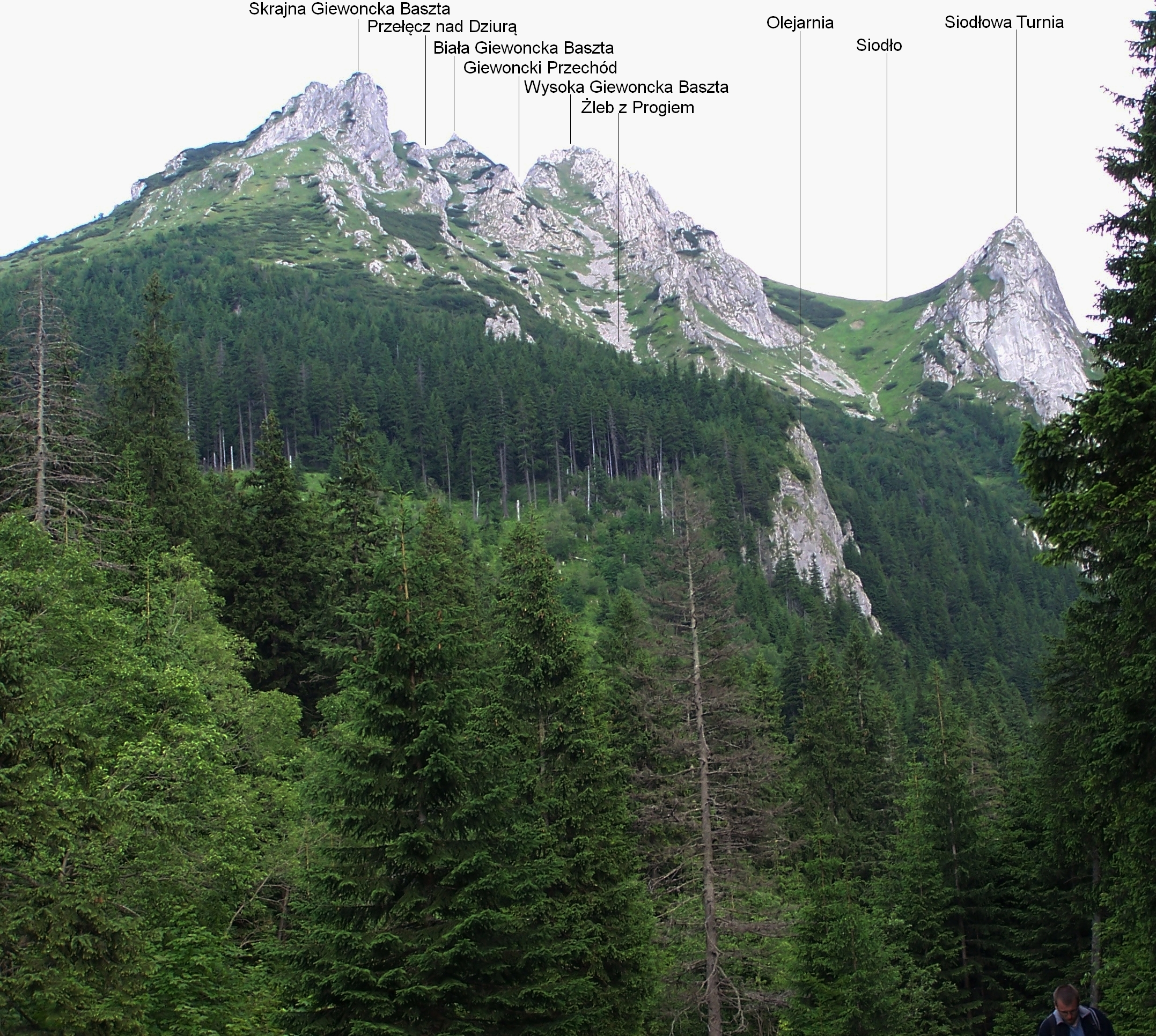
Mały Giewont od strony Doliny Małej Łąki

## Opis jaskini
Jaskinię stanowi poziomy, niski i prosty korytarz zaczynający się w niewielkim otworze wejściowym, a kończący wysoką, szczelinową salą z zawaliskiem.

## Przyroda
W jaskini brak jest nacieków. Ściany są mokre, nie ma na nich roślinności.

## Historia odkryć
Nie wiadomo, kiedy i przez kogo jaskinia została odkryta. Jej pierwszy plan i opis sporządziła I. Luty przy pomocy T. Ostrowskiego w 1980 roku.